# Terrorisme en Allemagne
Le terrorisme en Allemagne désigne l'ensemble des activités terroristes sur le territoire national allemand ou contre des citoyens allemands.

## Historique

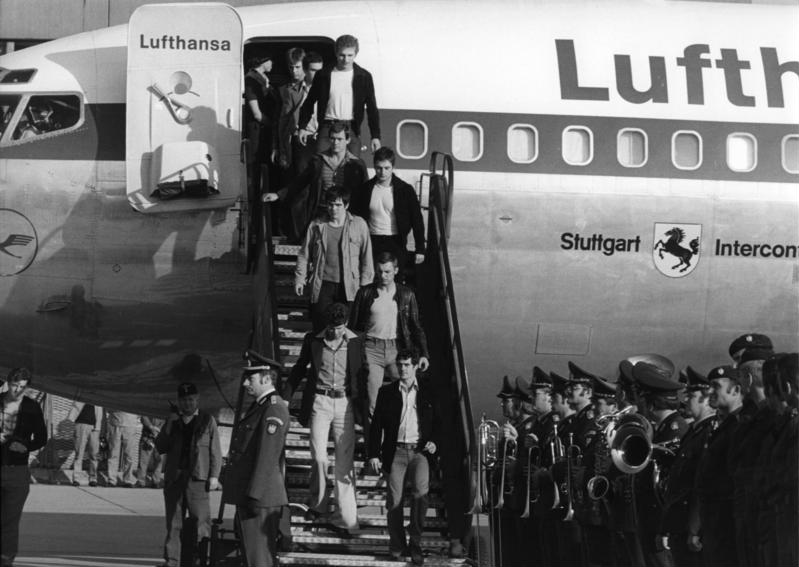
Arrivée à l'aéroport Konrad Adenauer le 18 octobre 1977 avec l'équipe du GSG 9 et les otages.

## Chronologie des actes terroristes en Allemagne

### Attentats ou tentatives d'attentats en Allemagne auXXesiècle

#### Années 1970
- 5 septembre 1972 : Massacre des Jeux olympiques de Munich
- 13 octobre 1977 : Vol 181 Lufthansa

#### Années 1980
- 26 septembre 1980 : Attentat de l'Oktoberfest

### Attentats ou tentatives d'attentats en Allemagne auXXIesiècle
Entre 2000 et 2006 le Nationalsozialistischer Untergrund, une organisation nazie, assassine dix personnes, dont neuf issues de l'immigration et une policière.
Bien que l'Allemagne ait un rôle moindre que la France dans la coalition internationale contre l'État islamique, elle est fortement ciblée à partir de mi-2016, après déjà plusieurs alertes en 2015. Bien que plus de 800 Allemands se soient rendus en Syrie, les attaques sont menées principalement par des personnes ayant tenté d'obtenir le statut de réfugié et venus vers 2015 dans le cadre de la crise migratoire en Europe.
Dirigé de Syrie par le jihadiste français Boubaker El Hakim, le Syrien de 22 ans Jaber al-Bakr préparait un projet d’attentat contre un aéroport, mais il est livré ligoté à la police allemande par trois réfugiés syriens. Du TATP, le même explosif utilisés dans les attentats de Paris et de Bruxelles sont saisis, mais le suspect se suicide en prison deux jours après son arrestation. Tué par un drone fin novembre 2016, El-Hakim guidait également le Marocain Hicham el-Hanafi arrêté à Marseille par la police française dans la nuit du 19 au 20 novembre 2016.

### Année 2011
Fusillade de l'aéroport de Francfort en 2011, Le 2 mars 2011, dans un bus à l'aéroport de Francfort, un homme a ouvert le feu sur des soldats américains non armés en criant « Allah Akbar » . Deux soldats ont été tués et deux autres grièvement blessés. Selon le juge du tribunal de l'Oberlandesgericht de Francfort, il s'agit de la première attaque terroriste en Allemagne dans laquelle l'agresseur avait un mobile islamiste.

#### Année 2015
- Automne :  un Irakien de 41 ans, en liberté conditionnelle après avoir été détenu pour un projet d’attentat contre un premier ministre irakien en 2004, est tué en septembre 2015 après avoir blessé au couteau une policière à Berlin. La responsabilité de l'attentat reste incertaine[1].

#### Année 2016
- 27 février : Une adolescente germano-marocaine de 16 ans blesse au couteau un policier en gare de Hanovre[2]. L'acte n'est pas revendiqué officiellement[1].
- 18 juillet : Attentat de Wurtzbourg.  Un demandeur d’asile de 17 ans agresse les passagers d’un train à coups de hache et de couteau faisant 5 blessés.
- 22 juillet : Un déséquilibré ouvre le feu dans un centre commercial de Munich et fait 9 morts et 35 blessés[1].
- 24 juillet : Attentat d'Ansbach. Un réfugié syrien de 27 ans, débouté de sa demande d’asile, se fait exploser causant 15 blessés[1].
- 29 novembre : Un agent du renseignement intérieur allemand qui recherchait sur Internet des complices pour organiser un attentat contre le siège de son agence est arrêté à Cologne[3].
- 16 décembre : Un jeune Allemand d'origine irakienne âgé de 12 ans dépose une bombe sur le marché de Noël de Ludwigshafen, mais le détonateur ne fonctionne pas[4].
- 19 décembre : Attentat du 19 décembre 2016 à Berlin. Un camion lancé dans un marché de Noël de Berlin cause la mort de 12 personnes et fait 56 blessés[5].
- 31 décembre : Un Syrien de 38 ans arrivé fin 2014 en Allemagne est arrêté à Sarrebruck. Soupçonné d’entretenir des liens étroits avec l’État islamique, son projet était seulement ébauché et il prétend avoir voulu escroquer l'organisation terroriste[6].

#### Année 2017
- 28 juillet : attaque du 28 juillet 2017 à Hambourg

#### Année 2018
- 30 juin : Six personnes sont interpellées dans le cadre d'une coopération entre la France, la Belgique et l'Allemagne qui permet de déjouer un projet d’attentat contre un rassemblement du mouvement de l’opposition iranienne des Moudjahiddines du peuple qui tenait un meeting à Villepinte (Seine-Saint-Denis). Un couple de ressortissants belges d’origine iranienne est arrêté à Woluwe-Saint-Pierre en Belgique dans un véhicule contenant 500 grammes de TATP et un mécanisme de mise à feu alors qu'un diplomate iranien diplomate en poste à Vienne est arrêté en Allemagne[7].*

#### Année 2019
- 22 mars : Onze personnes sont arrêtées à Francfort par la police allemande. Appartenant à la mouvance salafiste, elles sont suspectées de planification d'un attentat terroriste à caractère islamiste à l'aide d'une voiture-bélier et d'armes à feu. Lors de perquisitions effectuées plus tôt, la police découvre 20 000 euros en espèce, plusieurs couteaux, de la drogue et plusieurs documents[8].
- 30 mars : Dix personnes sont arrêtées en Bade-Wurtemberg et en Rhénanie-du-nord-Westphalie pour la planification d'un "crime grave contre l'État" selon le porte-parole du procureur de Düsseldorf. Les prévenus sont suspectés avoir des liens avec le groupe État Islamique[9].
- 2 juin : Assassinat de Walter Lübcke par un militant d’extrême droite
- 9 octobre : L'attentat de Yom Kippour à Halle-sur-Saale est une attaque terroriste antisémite qui a tué deux personnes commis par un individu d'extrême droite.

#### Année 2020
- 19 février : Des  fusillades à Hanau font 11 morts et 6 blessés commis par un individu d'extrême droite.
- Attaque du 4 octobre 2020 à Dresde